# Регіональний спортивний комплекс «Олімпійський»
Регіона́льний спорти́вний ко́мплекс «Олімпі́йський» — багатофункціональний стадіон у місті Донецьку. Колишня назва — «Локомотив». Домашня арена футбольного клубу «Шахтар» у 2004–2009 роках.
Будівництво комплексу почалося у 1955 році. Відкритий 13 серпня 1958 року. З моменту відкриття добудовано 13 з 32 секторів. Після завершення цих робіт у 1970 році стадіон міг прийняти 42 000 глядачів. Час від часу (1966 та 1978–1980 рр.) на «Локомотиві» виступав найсильніший клуб Донецька — «Шахтар».
У 2003 році стадіон реконструювали та встановили пластикові сидіння. Кількість місць зменшилась до 25 500, але відтоді стадіон відповідає міжнародним стандартам. Від 2004 до 2009 року на цій арені домашні ігри проводив «Шахтар» (Донецьк).

## Визначні матчі

### Молодіжна збірна України
| Дата       | Статус            | Господарі | Рахунок | Гості             | Голи                 |
| ---------- | ----------------- | --------- | ------- | ----------------- | -------------------- |
| 20-08-2003 | ТМ                | Україна   | 2-1     | Румунія           | К. Балабанов, О. Гай |
| 05-09-2003 | Відбір до ЧЄ 2004 | Україна   | 1-0     | Північна Ірландія | С.Даниловський 59"   |

### Чемпіонат Європи з футболу 2009 серед юнаків віком до 19 років
| Дата       |               | Команда | Рахунок      | Команда   | Голи                                      |
| ---------- | ------------- | ------- | ------------ | --------- | ----------------------------------------- |
| 21-07-2009 | Груповий етап | Україна | 0-0          | Словенія  |                                           |
| 24-07-2009 | Груповий етап | Україна | 2-2          | Англія    | Петров 2" 61" - Ленсбері 25" Гослінг 51"  |
| 27-07-2009 | Груповий етап | Україна | 1-0          | Швейцарія | Рибалка 85"                               |
| 30-07-2009 | Півфінал      | Англія  | 1-1 д.ч. 2-0 | Франція   | Ленсбері 37" Дельфунесо 92" 105" - Гує 8" |
| 02-08-2009 | Фінал         | Україна | 2-0          | Англія    | Гармаш 5" Коркішко 49"                    |

30 вересня 2011 року на стадіоні відбувся концерт німецької хард-рок гурту Scorpions.
З 10 по 14 липня 2013 року, РСК «Олімпійський» став місцем проведення Чемпіонату світу з легкої атлетики серед юнаків.

## Галерея

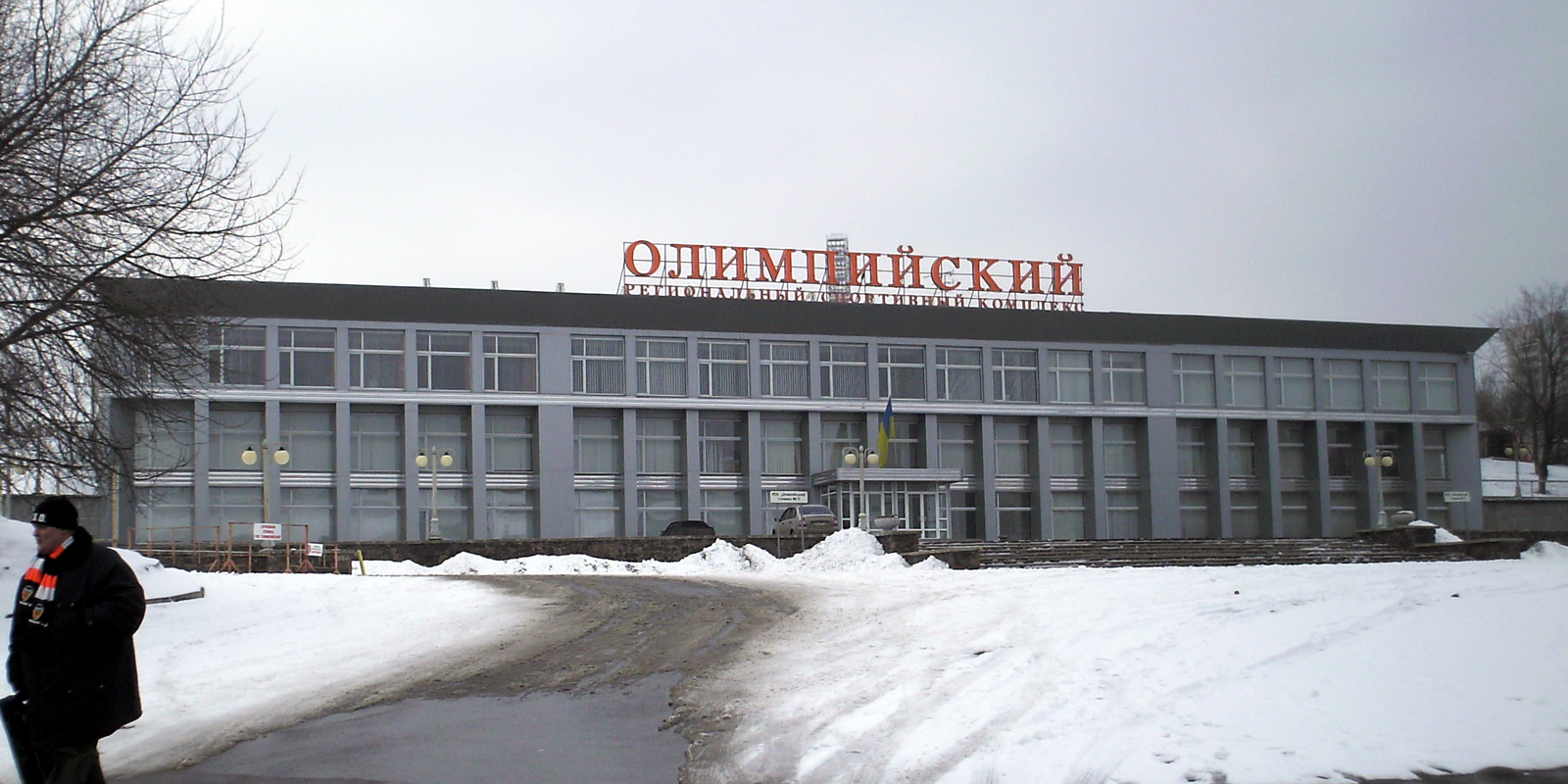
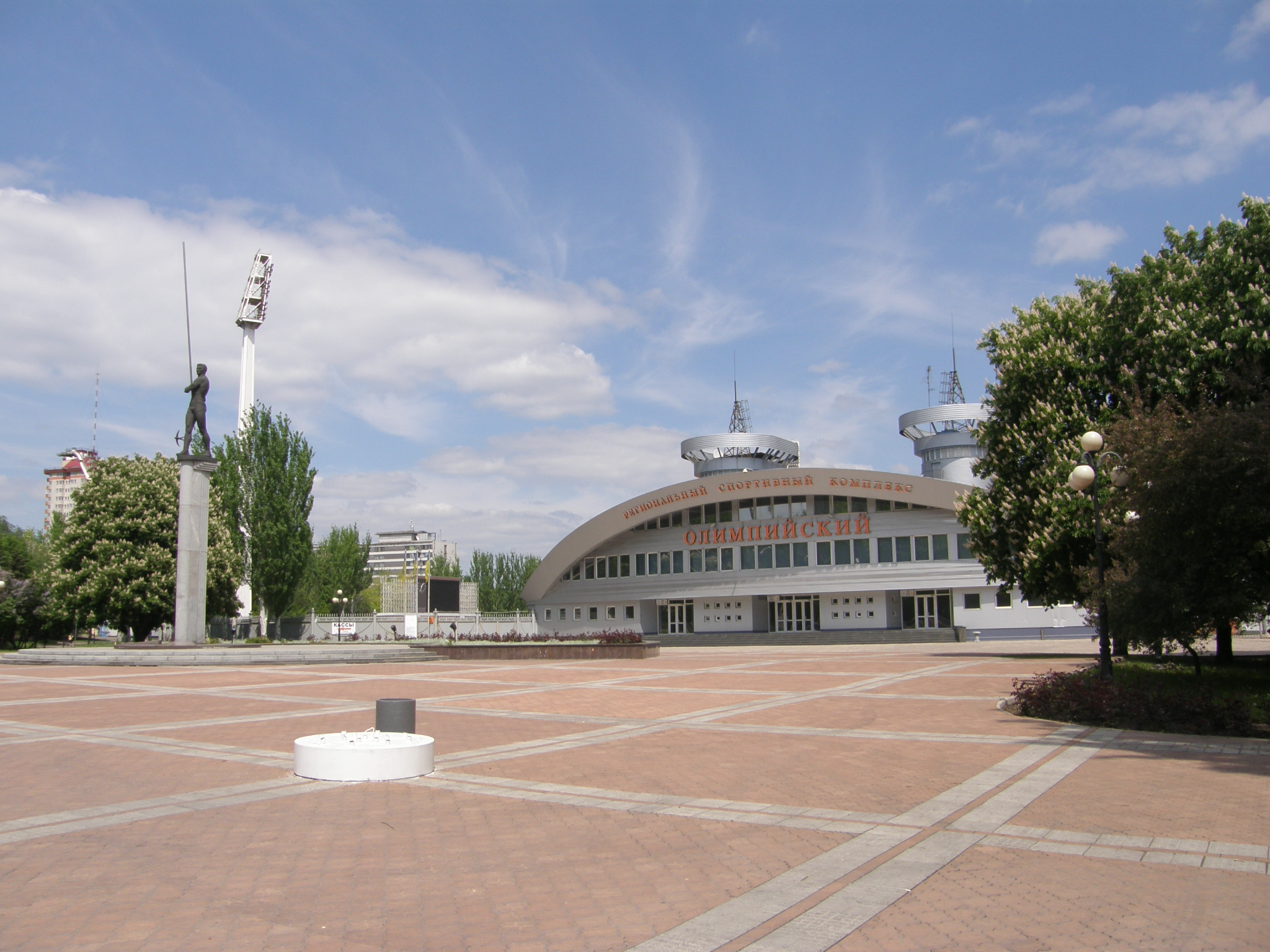
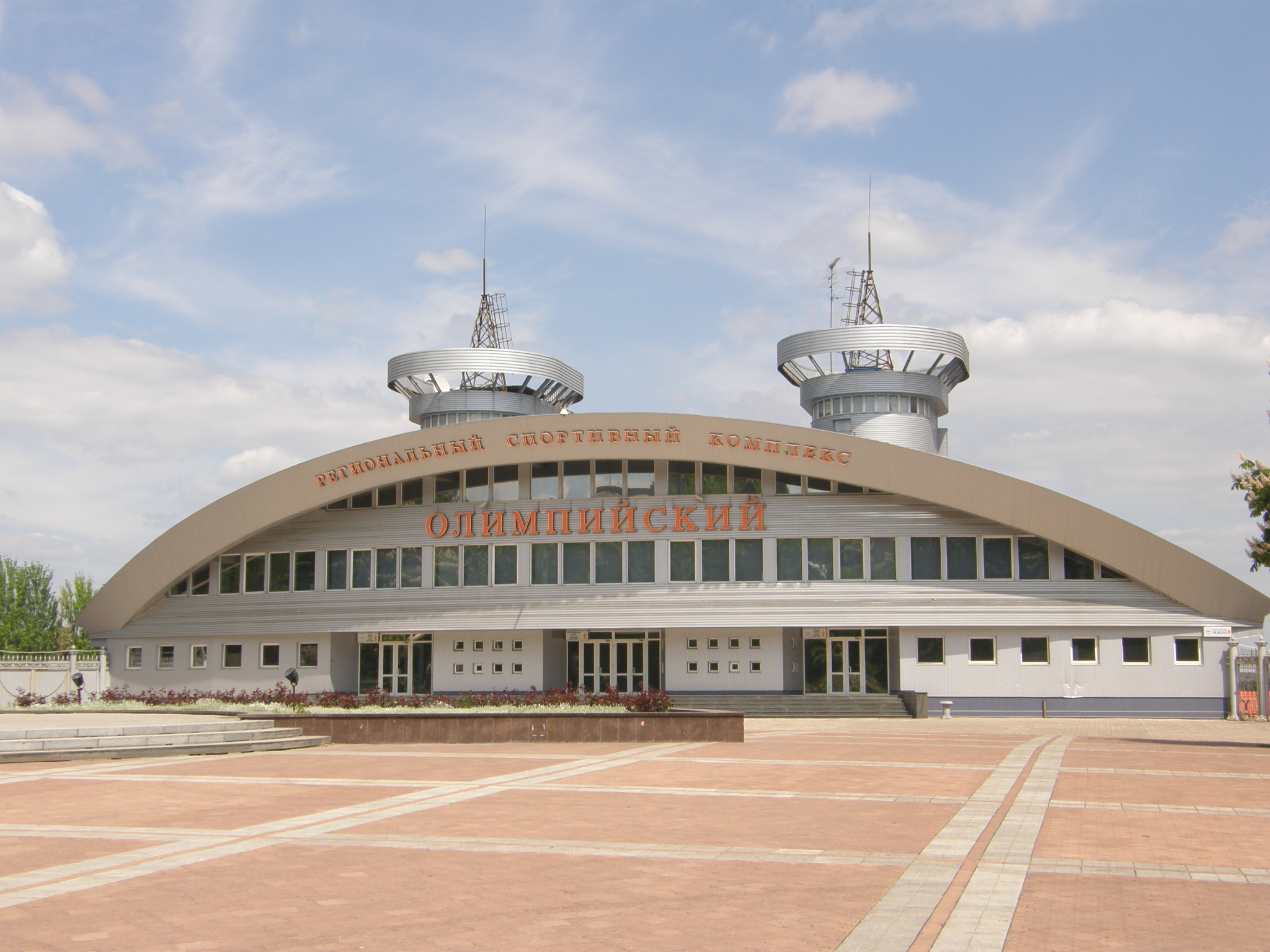
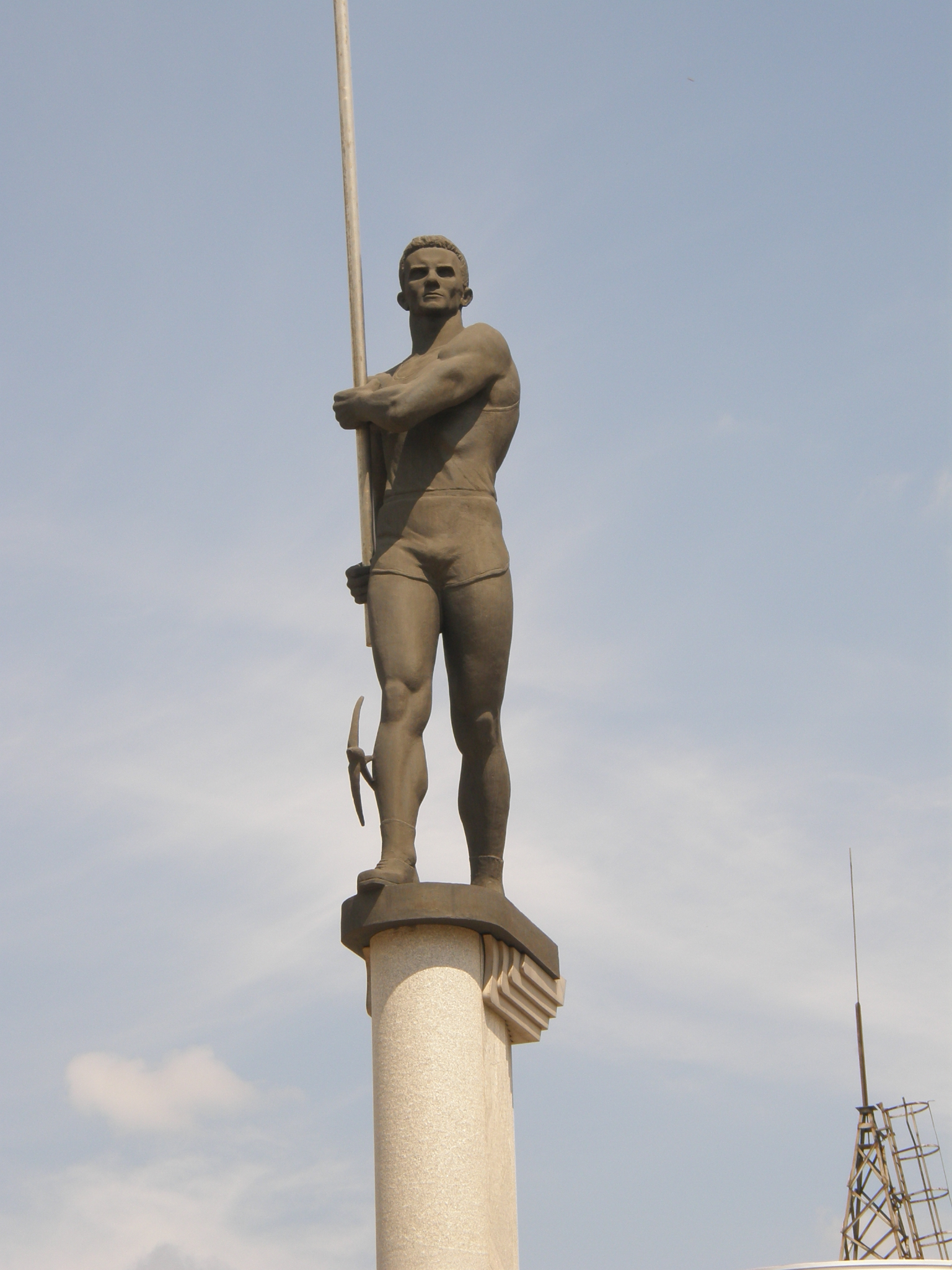
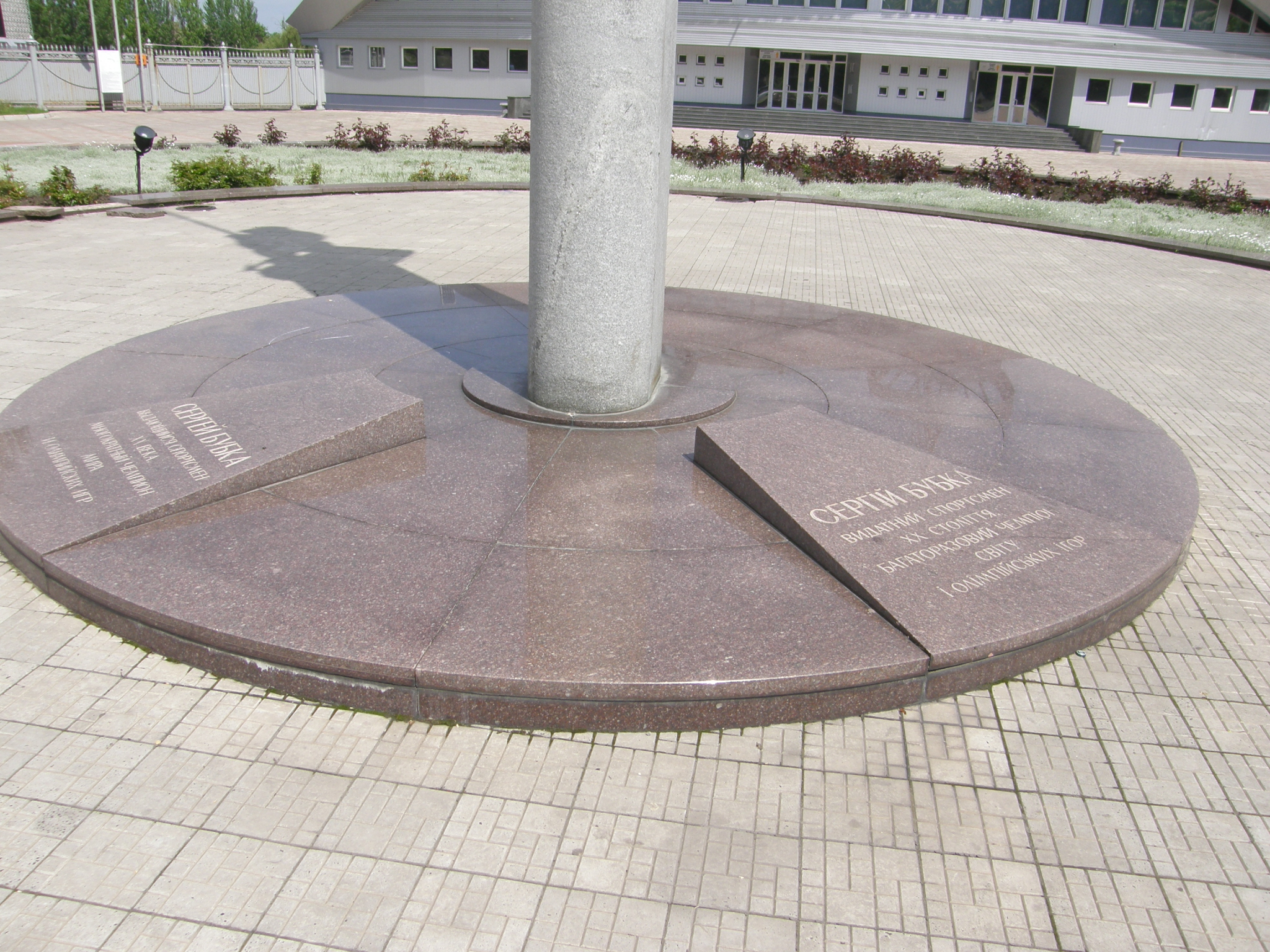
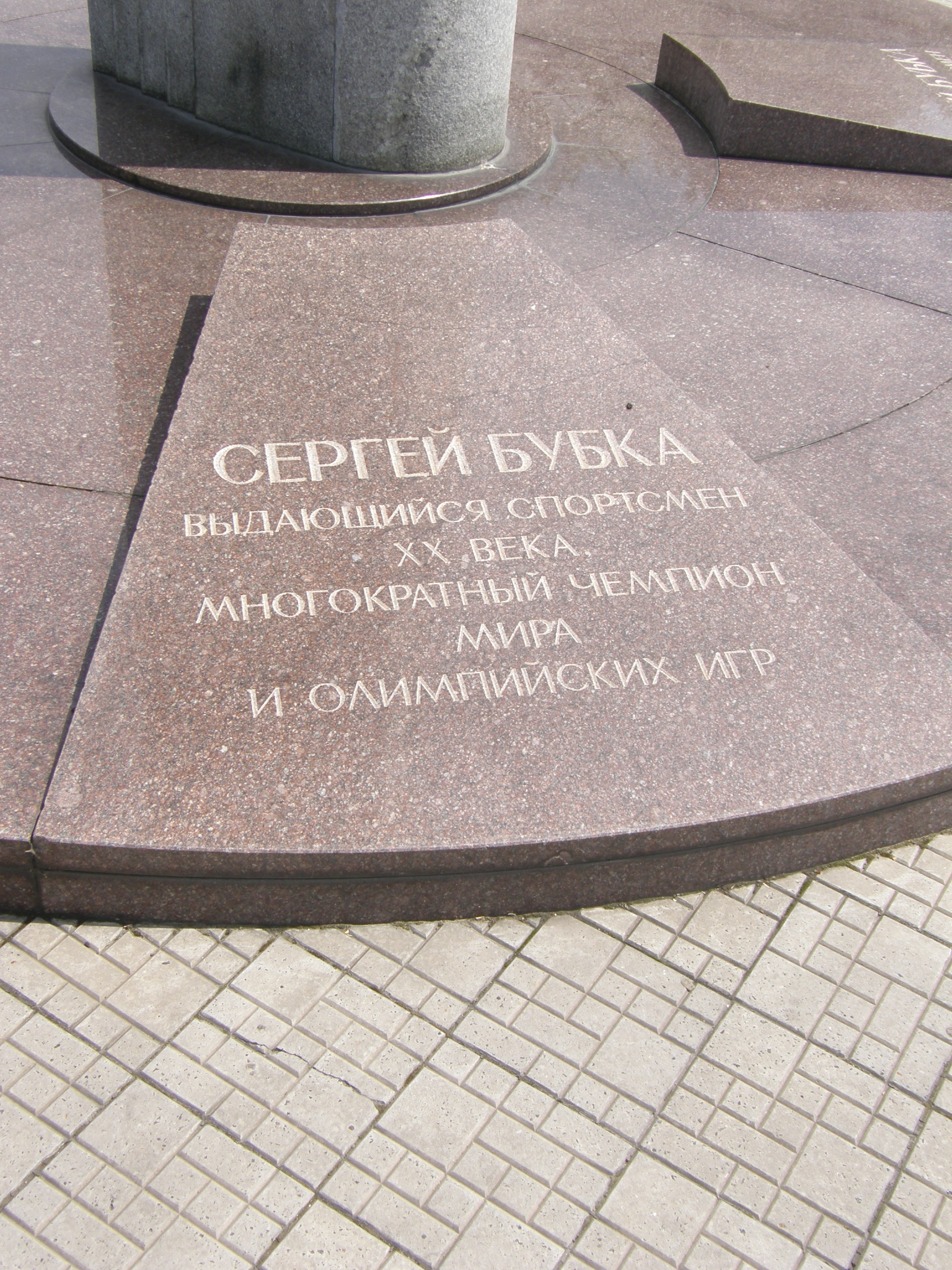
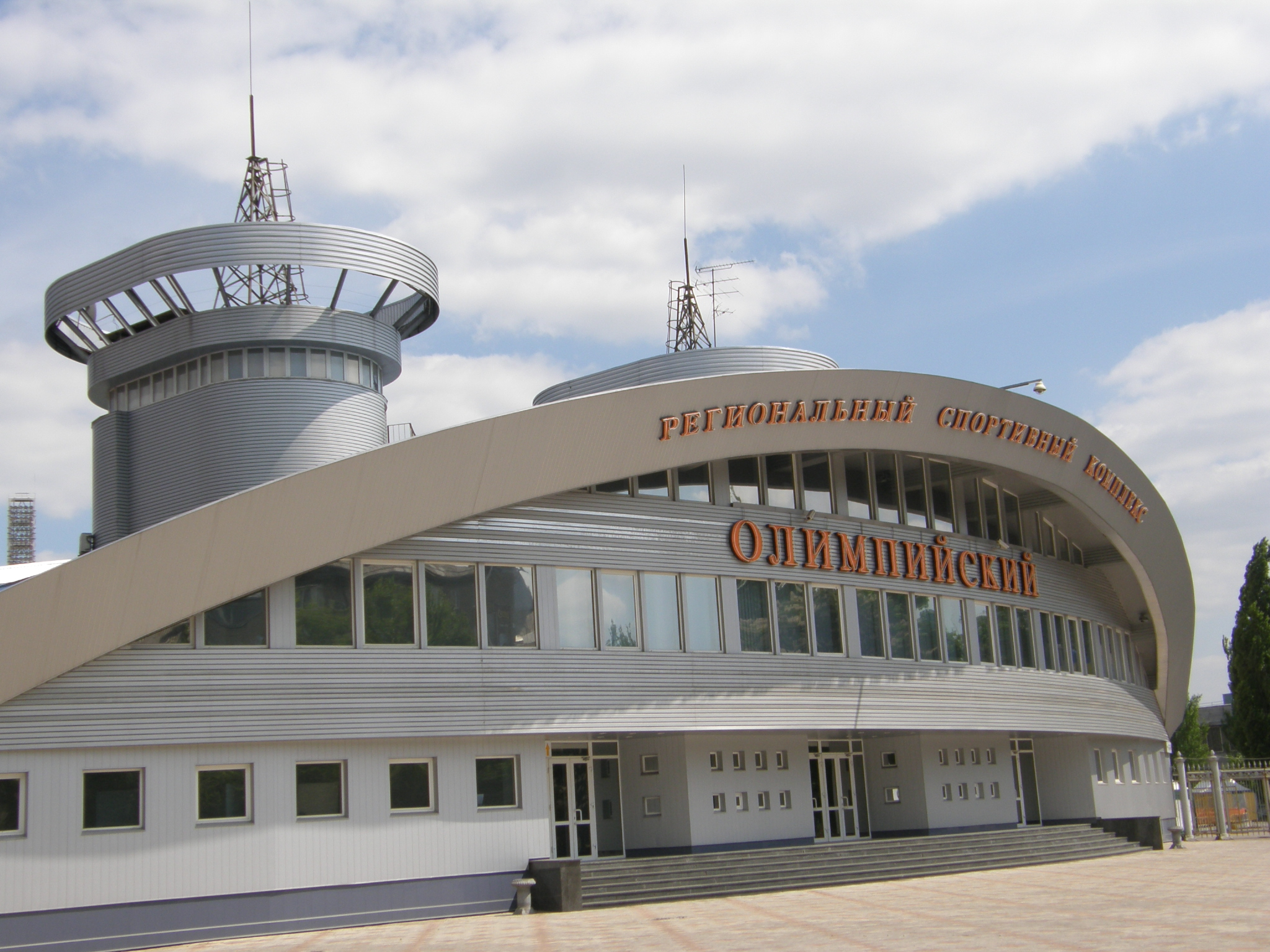
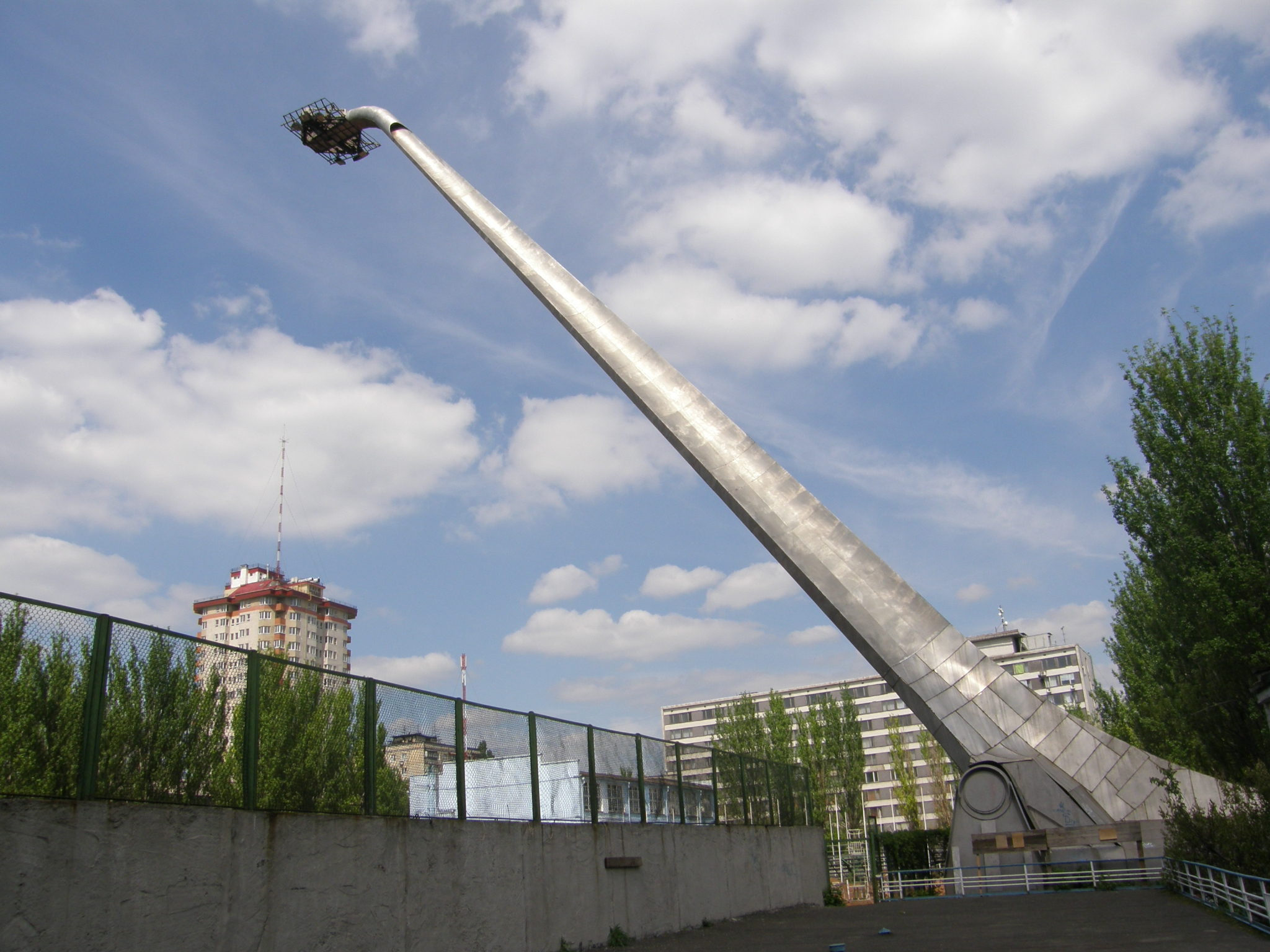
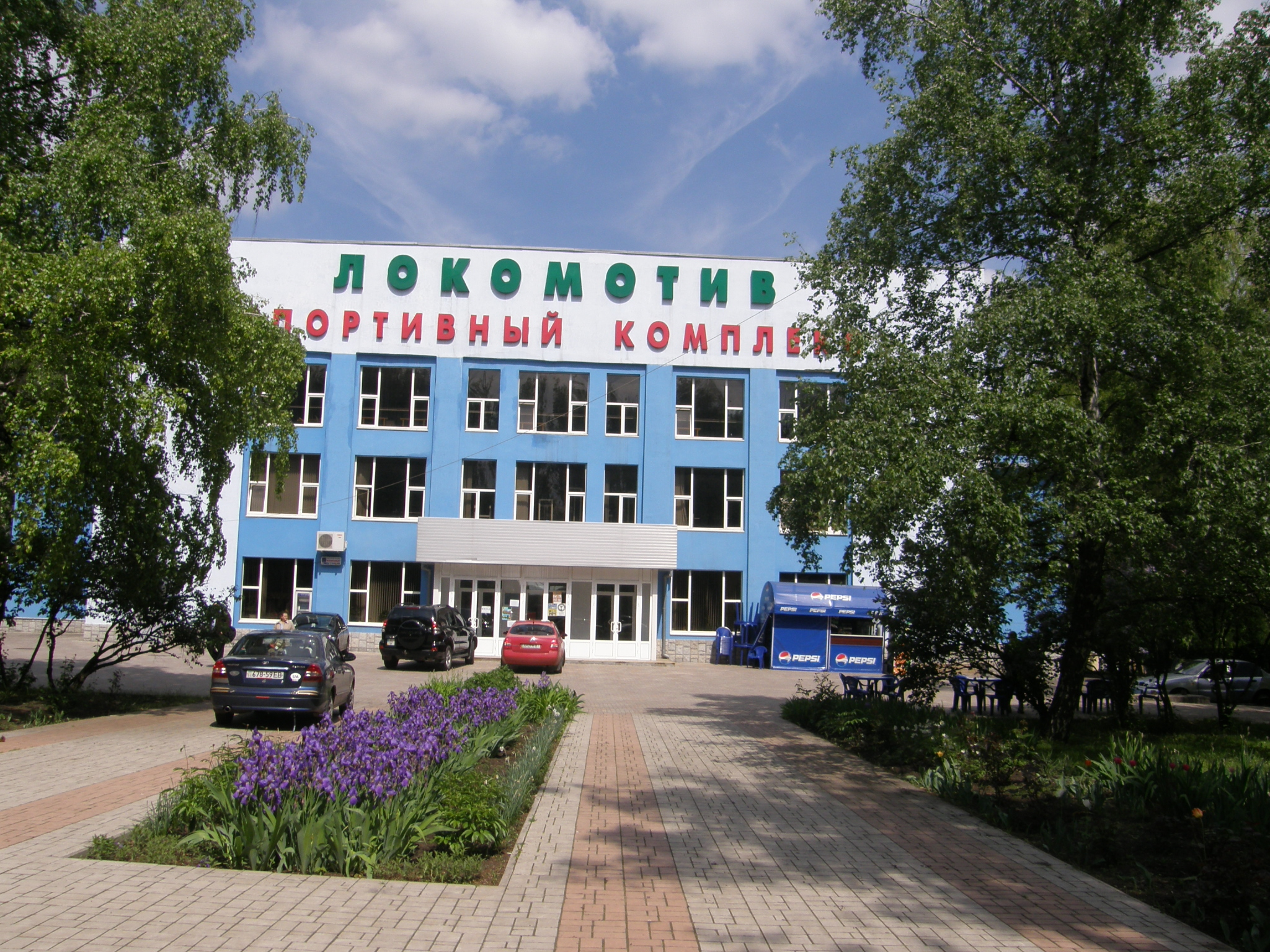

## Виноски
1. ↑  Сьогодні в Донецьку відбулося відкриття командного юнацького чемпіонату України з легкої атлетики, легкоатлетичного матчу Україна - Туреччина - Білорусь. Управління фізичної культури та спорту Донецької обласної державної адміністрації. Процитовано 15.07.2021.{{cite web}}:  Обслуговування CS1: Сторінки з параметром url-status, але без параметра archive-url (посилання)
2. ↑  Перший Національний покаже чемпіонат світу з легкої атлетики серед юніорів[недоступне посилання]